# 造形作家
造形作家（ぞうけいさっか）とは、広く「造形を行う人」という意味で
1. 英語でいうmodeling（模型製作）やmolding（型で作ること。鋳造）をする人。 モデラー (模型)、原型師
2. 絵画や彫刻、デザイン（工芸、建築を含む）作品を制作する美術作家
3. 2に加えて、既成の分野に収まらない作品（オブジェ、インスタレーション、メディアアート等）制作する美術作家

を指し、プロフェッショナル・アマチュアを問わない。